# 헨리 맥매스터
헨리 다건 맥매스터(Henry Dargan McMaster, 1947년 5월 27일 ~ )은 미국의 정치인으로 현재 사우스캐롤라이나주 주지사이다.

## 학력
- 사우스캐롤라이나 대학교 역사학 인문사회 학사
- 사우스캐롤라이나 대학교 법학 법무박사

## 경력
- 1981.06 ~ 1985.07 사우스캐롤라이나구 연방 검사
- 1993.05 ~ 2002.03 사우스캐롤라이나주 공화당 의장
- 2003.01 ~ 2011.01 제50대 사우스캐롤라이나주 법무장관
- 2015.01 ~ 2017.01 제91대 사우스캐롤라이나 부지사
- 2017.01 ~ 2027.01 제117대 사우스캐롤라이나 주지사

## 역대 선거 결과
| 선거명      | 직책명                            | 대수  | 정당   | 득표율 | 득표수      | 결과 | 당락                             |
| ----------- | --------------------------------- | ----- | ------ | ------ | ----------- | ---- | -------------------------------- |
| 1986년 선거 | 상원의원 (사우스캐롤라이나 제3부) | 100대 | 공화당 | 35.60% | 261,394표   | 2위  | 낙선                             |
| 1990년 선거 | 사우스캐롤라이나 부지사           | 85대  | 공화당 | 55.73% | 1,938,103표 | 2위  | 낙선                             |
| 2002년 선거 | 사우스캐롤라이나 법무장관         | 50대  | 공화당 | 55.48% | 601,931표   | 1위  | 사우스캐롤라이나주 법무장관 당선 |
| 2006년 선거 | 사우스캐롤라이나 법무장관         | 50대  | 공화당 | 99.22% | 779,453표   | 1위  | 사우스캐롤라이나주 법무장관 당선 |
| 2014년 선거 | 사우스캐롤라이나 부지사           | 91대  | 공화당 | 58.75% | 726,821표   | 1위  | 사우스캐롤라이나 부지사 당선     |
| 2018년 선거 | 사우스캐롤라이나 주지사           | 117대 | 공화당 | 53.96% | 921,342표   | 1위  | 사우스캐롤라이나 주지사 당선     |
| 2022년 선거 | 사우스캐롤라이나 주지사           | 117대 | 공화당 | 58.04% | 988,501표   | 1위  | 사우스캐롤라이나 주지사 당선     |